# 中村寅吉
中村 寅吉（なかむら とらきち、1915年9月17日 - 2008年2月11日）は、神奈川県橘樹郡保土ケ谷町帷子町（現在の横浜市保土ケ谷区峰岡町）出身の元プロゴルファー。
愛称は「トラさん」。

## 経歴
生まれた帷子町は、現在は横浜国立大学のキャンパスとなっている程ヶ谷カントリー倶楽部の旧所在地から1㎞ほど離れたところにある荒野であった。中村家はその一部を耕す貧しい農家で五人兄弟の次男として生まれたため生活は苦しく、米櫃をひっくり返しては底を漁る毎日であり、毎日の食事には麦が六分入った米飯を食べるのがやっとであった。当時まだ珍しかった自動車がゴルフ場の門をくぐっていくのを横目に見て、「ゴルフをやる人間というのは、相当に身分が高くて、金が無いと駄目なんだなあ･･･」と話しながら学校へ通った。1922年に峰岡尋常小学校へ入学し、高等小学校卒業後の1930年、家の近くにあった程ヶ谷CCに臨時キャディとして入社した。中村は「少しでも金が得られれば貧乏な家の助けになる」その一心で、専修学校を中退して入社したが、最初はゴルフのルールも分からず、ただ客のバックを持って歩くだけであった。キャディーを続けているうちに自分でもゴルフを始めたくなり、当時のゴルフ用品は高価で手に入れるのは困難であったために、木の枝を切り削ってゴルフクラブの代用品を作る。
14歳からゴルフを始め、倶楽部の許可が出て本格的な練習が始まる。日本ゴルフ界の黎明期を拓いたプロの一人・浅見緑蔵について、ゴルフの基礎を叩き込まれた。生来の負けず嫌いであった中村は仲間の誰よりも練習し、時には倶楽部に泊まり込んで、早朝から深夜まで練習することもあった。1934年に19歳でプロテストに合格すると、1935年に21歳でプロデビューした。同年には藤沢カントリー倶楽部に移籍し、1日16時間の練習に明け暮れる。1937年には程ケ谷CCに戻るが、日中戦争の召集で上海へ渡る。戦場でも練習を忘れず、12mの鉄棒でドライバーの代用品を作り、振り続けた。1938年には日本オープンに出場し、3位に入賞して初めて賞金50円を獲得するが、1941年に横浜の海軍工廠に徴用される。終戦まで5年間はゴルフから離れ、終戦後は米軍に接収された程ケ谷CCへ復帰し、荒れ果てたコースの復旧に尽力する。1946年には箱根の仙石ゴルフコースに移籍し、米軍将校を相手にコーチをして生計を立てる。林由郎・小野光一と共に復興期の日本ゴルフ界を支え、1950年に第1回関東オープンでプロ初優勝を果たすと、1952年には日本オープンで優勝した。関東オープン第1回では2日間を4オーバー・パー、292でラウンドし初代覇者となり、1953年まで4連覇を達成した。日本オープンは舞台となった川奈ホテルコースは起伏の激しいコースであったが、たわしのような高麗グリーンを読み切る完璧なコースマネジメントで優勝している。
1952年夏にはアメリカ・シカゴタモシャンタで2週連続で行われた全米ゴルフトーナメントと世界プロゴルフ選手権に日本人として戦後初めて招待されるが、林由郎・島村祐正・石井迪夫も招待されていた。特に世界プロは優勝賞金当時世界最高額の2万5000ドルというビッグトーナメントで、全米オープンやマスターズの優勝賞金が4000ドルの時代に、文字通り桁違いの賞金額であった。全米トーナメントは絨毯のような高速グリーンに戸惑って304、翌週の世界プロでも実力を出し切れず58位に終わった。日本勢最上位であったが、中村のスコア、9オーバーの297は優勝したジュリアス・ボロスから21打も離されていた。
1954年にはカナダ・カップに石井迪とのペアで初出場を果たすが、出場枠が25に拡大された第2回大会で日本勢初出場でもあり、前年5位に甘んじたアメリカがサム・スニード&ジミー・ディマレーの強力コンビを送り込むなど選手層も厚くなっていた。初日は1アンダー71と好スタートを切るが、石井が81と苦戦して22位と出遅れた。2日目は中村・石井と共に72にまとめて12位に浮上し、最終日は中村は36ホールを共に72で回ったが、石井は77と74で、日本は通算15オーバーの591で団体14位であった。
1957年にはカナダ・カップ代表選考会を兼ねた日本プロを42歳で優勝し、日本で開催された本大会（霞ヶ関カンツリー倶楽部）で小野と共に2度目の日本代表として出場した。スニード&ディマレー（ アメリカ合衆国）、ゲーリー・プレーヤー&ハロルド・ヘニング（ 南アフリカ連邦）、ピーター・トムソン&ブルース・クランプトン（ オーストラリア）、ダイ・リース&デーブ・トーマス（ ウェールズ）ら世界の強豪を抑えて団体戦を優勝し、中村自身も個人戦に優勝する。日本初の国際大会には世界30ケ国から60選手が出場し、大方のゴルフ関係者は「日本はせいぜい15位前後だろう」と予想していた。アメリカからは当時最強と謳われていたスニードと、マスターズ3度優勝を誇るディマレーが来日した。オーストラリアからは全英オープン通算5度のチャンピオンとなった英雄トムソン、南アフリカからは後にグランドスラムを達成する新鋭プレーヤーなど、錚々たるメンバーが揃っていた。小野・中村は大会1ケ月ほど前から霞ヶ関CCで練習をこなし、コースの隅々までチェックした。練習ラウンドではアメリカ代表の全てのショットで度肝を抜かれたが、本番では高麗芝という難物に梃子摺ったアメリカはパッティングに苦しんだ。大会初日こそ少し出遅れてアメリカに5打差の2位で、個人成績でもスニードが67に対し、中村は4アンダー68だったで2位となった。続く2日目はアメリカとのペアリングとなり、前半は4人共にアンダーパーでプレーした。10番ホールで中村がバンカーから直接カップインさせバーディ発進し、あがってみると中村68と小野70で、スニードは後半にパットが乱れ始めるなど74も叩き、アメリカ281で日本が279と逆転した。中村のバーディで日本に流れが向き、3日目はアメリカの総合スコア142に対し、日本は中村67、小野68の135を叩き出し、通算18アンダー、9打差となったでアメリカを一気に引き離した。個人戦でも中村は依然トップを独走し、日本優勝の公算が濃厚となった最終日はプレッシャーから固くなってしまい、2人は中村71、小野72という成績であった。中村はバックナインに入ると、「このままでは負ける。ダメで元々だ」と思い直したことで肩の力がスッと抜け、体も動くようになる。重圧を感じながらも2人は堅実なプレーを続けていき、中村は16番までバーディーが無かったが17、18番をバーディーで締めた。最終成績は4日間で日本が557打（19アンダー）と、団体で2位のアメリカに9打差と圧倒した。個人でも通算274の中村がアメリカ2人の281に勝ち、2位のスニードとプレーヤーに7打差を付け、小野も283で5位入賞となる。中村の身長は158cmで、対戦したスニードとは20cm以上も差があり、ドライバーの飛距離は30ヤードも違った。当時の霞ヶ関CCはグリーンが小さく、体格の良い外国人選手に比べて長いクラブを持たないといけなかったため、ボールは止まりにくくなりオーバーしがちになった。深いラフに捕まってパーセーブしにくくなるため、ラフに入るのを避けて、あえてバンカーを狙った。バンカーからなら、カップインか、ワンパット圏内にボールを寄せられる自信があり、スニードは中村のことを「クレージー」と言った。外国人選手と伍するため、距離が稼げるドローボール（左に小さく曲がるボール）も完全にマスターしたほか、体格に関係なく、技術でカバーできるパターを必死で練習した。次々と難しいパットを決める中村に、スニードは「中村のパターは魔法の杖か」と嘆息した。
この試合の模様は日本で初めてテレビ中継され、日本テレビ放送網初代社長の正力松太郎も優勝を祝った。優勝した中村と小野はオープンカーに乗ってパレードするなど、日本中が祝福ムード一色となった。4日間のギャラリー数は1万7000人を超え、当時あまり普及していなかったはずの車が5000台に達し、駐車場は満車となった。鉄板を芋畑に敷き詰めて臨時駐車場を用意するほどの大フィーバーとなり、これが日本のゴルフ発展の導火線となる。中村は後に「ゴルフは金持ちの遊びからスポーツの仲間入りをした」と振り返っており、会場で観戦していた青木功は「まだゴルフを始める前だったけれど、そのカナダ・カップを観に来ていたんだ。最終18番ホール、寅さんが並みいる強豪を退けて優勝する瞬間を観て鳥肌が立つほど感動した。俺がゴルフに興味を持つきっかけを与えてくれたんだ。」と振り返っている。
1957年にはフィリピンで行われた極東オープンに小針春芳と共に招待され、オランダ航空のプロペラ機で羽田空港から出発し、結果は中村が5位、小針は9位とまずまずの成績を残した。
1958年にはマスターズに小野と共に招待され、日本選手戦後初のマスターズ出場となる。初めての練習ラウンドでいきなり69の好スコアをマークし、次の練習ラウンドでは4番パー3でホールインワンを決めるなど、好調であったが、4月3日の第1ラウンドで76と出遅れる。初マスターズのスタートホールでいきなりバーディーを奪うなど15番まで3バーディー、3ボギーのパープレーであったが、16番パー3の1打目を池に入れ、6を叩いて後退するなど、悔しい結果となる。2日目は8番から4連続ボギーを喫するなど苦しい展開であったが、15、16番の連続バーディーで73、通算5オーバーの149でカットラインの150をクリア。3日目はバーディー無しの4ボギーで76、最終日アウトは1アンダーの35をマークしたが、インでは力尽きたかのように41と崩れてしまった。4日間通算13オーバーの301は決勝ラウンドに進んだ43人中41位に終わり、大会後に中村は敗因の一番の要因に海外選手との飛距離の差を挙げた。オーガスタのファウウエーは中村曰く「フサフサとした厚い絨毯のよう」で、ランがまったく出なかったため、キャリーで劣る日本選手には苦しい環境であった。中村は大会後に「まるでランがないからパー4で440から460ぐらいのホールを2オンさせるのが不可能になってくるわけです。ところが外国選手たちはロング・ホールで2オンを狙ってくるのだから、私たちとはまるでスケールがちがう。ゴルフがうまいとか下手だという問題ではないのです」と胸の内を吐露しているが、開催中はスニードやディマレーと再会したほか、人気番組「エド・サリヴァン・ショー」にも出演して海外ファンも増えた。
2年連続で小野と共に出場したカナダ・カップはフランク・バックラー&アーニー・サウテルデン（ ニュージーランド）と並ぶ16位タイと連覇はならなかったが、同年のアジアサーキット・フィリピンオープンでは地元のセレスティーノ・トゥゴット、ベン・アルダに次ぐ3位に入る。
1959年にはカナダ・カップ3年連続出場を果たし、小針とペアを組んだ。個人で中村は16位、小針30位、団体では13位に終わった。この年はとにかく暑く、最終日はギャラリー数人が熱射病で倒れた。中村らは優勝争いをしていた開催国のオーストラリアとアメリカの後ろの組であったため、1打ごとにしばらく待つという連続でプレーが遅くなった。中村は78、小針は最悪の84とパー70のコースで14オーバーと考えられないスコアを出してしまった。
1960年には第1回中日クラウンズでは戸田藤一郎と共に優勝候補とされたとなり、初日は薄曇りで微風という絶好のコンディションであった。午前の第1ラウンドをパープレーにまとめて首位と4打差に付けると、午後の第2ラウンドで69とスコアを1つ縮め、小針・小野・勝俣功・橘田規と4人並んだ通算1アンダーの首位で大会を折り返し、ファンが期待した通りの展開となった。2日目の最終日は小雨交じりの天候で、午前の第3ラウンドで通算3アンダーまで伸ばしたが、カナダカップを共に戦った小野が肩を並べる。2打差の7位から出て、15番からの3連続バーディなどで66をマークし、午後の最終ラウンドにもつれ込んだ。最終18ホールは中村が1、2番の連続バーディで抜け出したかに思われたが、3番、5番、6番でミスパットした。最終18番、1打差で追う小野の10mのパットがカップに嫌われて決着するまで、手に汗を握る大接戦を繰り広げた。中村の優勝スコアは通算3アンダーで、中村の大会制覇はこの1回だけであったが、その後も出場を続け、1976年大会では60歳7ケ月で予選を通過した。2011年大会で尾崎将司に64歳3ケ月で更新されるまで、35年間にわたって大会最年長予選突破選手としてもその名を残した。
1961年には2年ぶりにカナダ・カップ出場を果たし、橘田とのペアでエリック・ブラウン&ジョン・パントン（ スコットランド）と並ぶ12位タイに終わる。
1962年は韓国オープンで優勝し、カナダ・カップに2年連続出場で橘田とペアを組んだ。アーノルド・パーマー&スニード（アメリカ）、フィデル・デ・ルカ&ロベルト・デ・ビセンツォ（ アルゼンチン）、ケル・ネーグル&トムソン（オーストラリア）、ピーター・アリス&バーナード・ハント（ イングランド）、ホセ・マリア・ゴンザレス&マリオ・ゴンザレス（ ブラジル）、ロジャー・コットン&ジャン・ガライアルド（ フランス）、ホセ・エスモリス&フアン・セレダ（ ウルグアイ）、リース&トーマス（ウェールズ）に次ぎ、ドナルド・スウェレンス&フローリー・ファンドンク（ ベルギー）、陳清波&呂良煥（ 中華民国）と並ぶ9位タイに入った。
1969年にシニアツアーへ転向するが、1972年の沖縄テレビカップ（6380ヤード、パー72）では細石憲二、今井昌雪、山本善隆、橘田規、宮本省三、新井規矩雄、沼澤聖一、杉原輝雄、村上隆、尾崎ら若手の現役選手を抑えて優勝。時に56歳5ケ月と4日で、大会は2日間54ホールの忙しくタフな試合であったが、レギュラーの最年長優勝記録を樹立した。この試合の参加人数などは不明だが、日本中の100数十人のプロが参加し、当時は沖縄返還記念の行事として大々的に開催された。プロ3年目の24歳、前年賞金王の尾崎は6オーバーで12位に終わったが、賞金6万7000円を手にした。同年には伊勢原市に転入し、伊勢原ゴルフセンターの近くに居を構え、伊勢原カントリークラブに所属した。「ゴルフは目標を立てれば何歳になっても楽しめる」を信条にプレーを続ける傍ら、1974年には日本女子プロゴルフ協会初代会長に就任した。
1981年には65歳で出場した関東プロシニア初日に「65」で回り、エージシュートを達成した。1イーグル、7バーディー、2ボギーの65で、プロゴルフ界初の快挙であった。スニードも1979年に67歳で出場したレギュラーツアーの「クオードシティー・オープン」で「67」のエージシュートと、これもツアー初の快挙をやってのけた。スニードと中村は「サム」「ピート」と呼び会う仲であったため、世界中が興味津々で調べたところ「関東プロシニア」は日本シニアのメジャー大会で、メジャーは1つ上のランクの公式戦であった。「ピート・ナカムラが日本のメジャー競技でエージシュートをやった」と日米で大騒ぎとなり、遂には新聞やマスコミが「中村寅さん世界一のエージシュート」と書いた。その後も67歳の1983年には「66」、71歳になった1987年には関東プロゴルフグランドシニア選手権で「68」、74歳になった1990年には日本ゴールドシニア「71」と生涯で4回のエージシュートを記録した。
1985年には中村の功績を讃えて「日経カップ 中村寅吉メモリアル」が創設され、1998年まで開催された。2003年には伊勢原カントリークラブクラブハウス2階に「中村寅吉ギャラリー」が開設された。
2008年2月11日午後4時15分、座間市の相模台病院で老衰のため死去した。92歳没。
2012年3月26日、第1回日本プロゴルフ殿堂顕彰者に選出された 。

## エピソード
- プロゴルファーとして活躍する傍ら、指導者としても安田春雄・樋口久子・丸山智弘などの一流選手も育てたことでも知られている。樋口は弟子達の中でも特に可愛がられており、独特なスイングをともに作り上げるなど熱心な指導を受けた。中村の活躍を見てゴルファーを志した青木功の相談にも「知らねぇことは知らねぇけど、知ってることは知ってるから聞いてこい」と答え、安田が1969年のフィリピンオープンで日本人として初めて優勝すると、現地まで来て一緒に喜んでくれた[1]。
- 富士小山ゴルフクラブで宣仁親王妃喜久子にラウンドレッスンしたこともあり、他にも数々の財界や政界の要人達を指導していたほか、プロ野球選手の金田正一と共にテレビ出演したこともあった。所属していた砧ゴルフ場が東宝撮影所に近かったことから著名人の知り合いも多く、「日刊スポーツオールスターチャリティ」では小柳ルミ子や具志堅用高とラウンドするなど、中村に教えを請う芸能人も多かった[1]。
- 中村は晩年も練習を怠らず、特にパターの練習は凄まじかった。近距離から始めて、1ダース入るまで打ち続け、それが終わると5m、10mと距離を伸ばしていった。日が落ちても、カップの脇にランプを置いて打ち続けた。集中力をつけるため、真夜中にカップに響く音だけを頼りにパター練習をしたという伝説もあった[1]。
- 規則正しい一日を送り、自宅で朝食を済ませたら、自らハンドルを握って判で押したように朝9時にゴルフ場にやってきて、レストランでゆっくり30分ほどコーヒーを飲む。それからシューズを履き替えて、裏の練習場で昼頃まで熱心に練習した。昼食後は午後2時くらいからアウトコースのハーフを回るが、メンバーと一緒の時もあれば、練習生を連れてラウンドすることもあり、最後までストイックな生活を貫いた[1]。

### ゴルフ以外
- 大会の副賞で贈られたスクーターを気に入り、妻を後ろに乗せて出かけることも多かった。自宅から自ら運転してクラブに行くことも多く、安田ら弟子達が車を磨いたので、常に綺麗であった[1]。
- 孫が家に遊びに来ると、ポラロイドカメラでよく写真を撮影したが、自分が撮るのがもっぱらで家族写真は少なかった[1]。
- 1993年には勲四等旭日小綬章を受章したが、妻同伴が基本の授章式は「お前は来ることねぇ」と気を遣って、中村1人で参列した[1]。
- ヘビースモーカーであったが、酒はウィスキー2杯程度であった。コーヒーには砂糖を何杯も入れて、食べ物には醤油をじゃぶじゃぶかけて食べたが、暴飲暴食は一切しなかった[1]。
- 晩年まで伊勢原ゴルフセンターに通い、プロアマ問わず多くのゴルファーらと交流を深めたほか、喫茶室で夕方放映される『水戸黄門』を観るのが日課であった[15]。

## 主な優勝

### レギュラー
- 1950年 - 関東オープン
- 1951年 - 関東オープン
- 1952年 - 日本オープン、関東オープン
- 1953年 - 関東オープン
- 1954年 - 日本オープン
- 1956年 - 関東オープン、日本オープン、読売プロ
- 1957年 - 日本プロ、産経プロ、カナダカップ（団体・個人）
- 1958年 - 日本オープン、関東オープン、日本プロ、産経プロ
- 1959年 - 日本プロ
- 1960年 - 関東プロ、中日クラウンズ
- 1961年 - 関東プロ、キャンプ座間プロアマトーナメント
- 1962年 - 日本プロ、キャンプ座間プロアマトーナメント
- 1964年 - キャンプ座間プロアマトーナメント
- 1968年 - 関東プロ、西日本サーキット宇部、オールスター
- 1972年 - 沖縄テレビカップ

### シニア
- 1969年 - 関東プロシニア
- 1971年 - 関東プロシニア
- 1972年 - 関東プロシニア
- 1973年 - 日本プロシニア
- 1974年 - 関東プロシニア
- 1976年 - 日本プロシニア
- 1977年 - 関東プロシニア
- 1981年 - 関東プロシニア
- 1983年 - 日本プログランドシニア、関東プログランドシニア
- 1986年 - 日本プログランドシニア
- 1987年 - 関東プログランドシニア

### 海外
- 1962年 - 韓国オープン

## 受賞・栄典
- スポーツ功労者顕彰 文部大臣表彰（1992年）
- 勲四等旭日小綬章（1993年）
- 神奈川県伊勢原市名誉市民（1998年）
- JGTOゴルフトーナメント功労賞（2001年）
- 第1回日本プロゴルフ殿堂顕彰者（2012年）